# Herzoghof (Krems)
Der Herzoghof war eine landesfürstliche Burg in der Statutarstadt Krems an der Donau in Niederösterreich.
Die noch bestehenden Teile stehen unter Denkmalschutz.

## Geschichte
Im Zuge einer Stadterweiterung in der ersten Hälfte des 13. Jahrhunderts, wurde in der südwestlichen Ecke der Stadtbefestigung eine neue Stadtburg angelegt. Es handelt sich nicht um erste Stadtburg in Krems. Bereits im 12. Jahrhundert finden sich Berichte über einen "Herzogshof", auch "Babenberger-" oder "Schlüsselhof"  genannt. Eine Lokalisierung und somit keine eindeutige Erstnennung des heutigen Herzogshofes ist jedoch nicht möglich.
Der Hof war Sitz des Schlüsselamtmannes (claviger), der die herzoglichen Einkünfte überwachte und neben dem Wassermautner, der Brückenmaut und den Zoll in Stein erhob, für die Wahrung der Rechte des Landesherren zuständig war. Weiters diente er als Wohnort der Babenberger bei Aufenthalten in Krems.

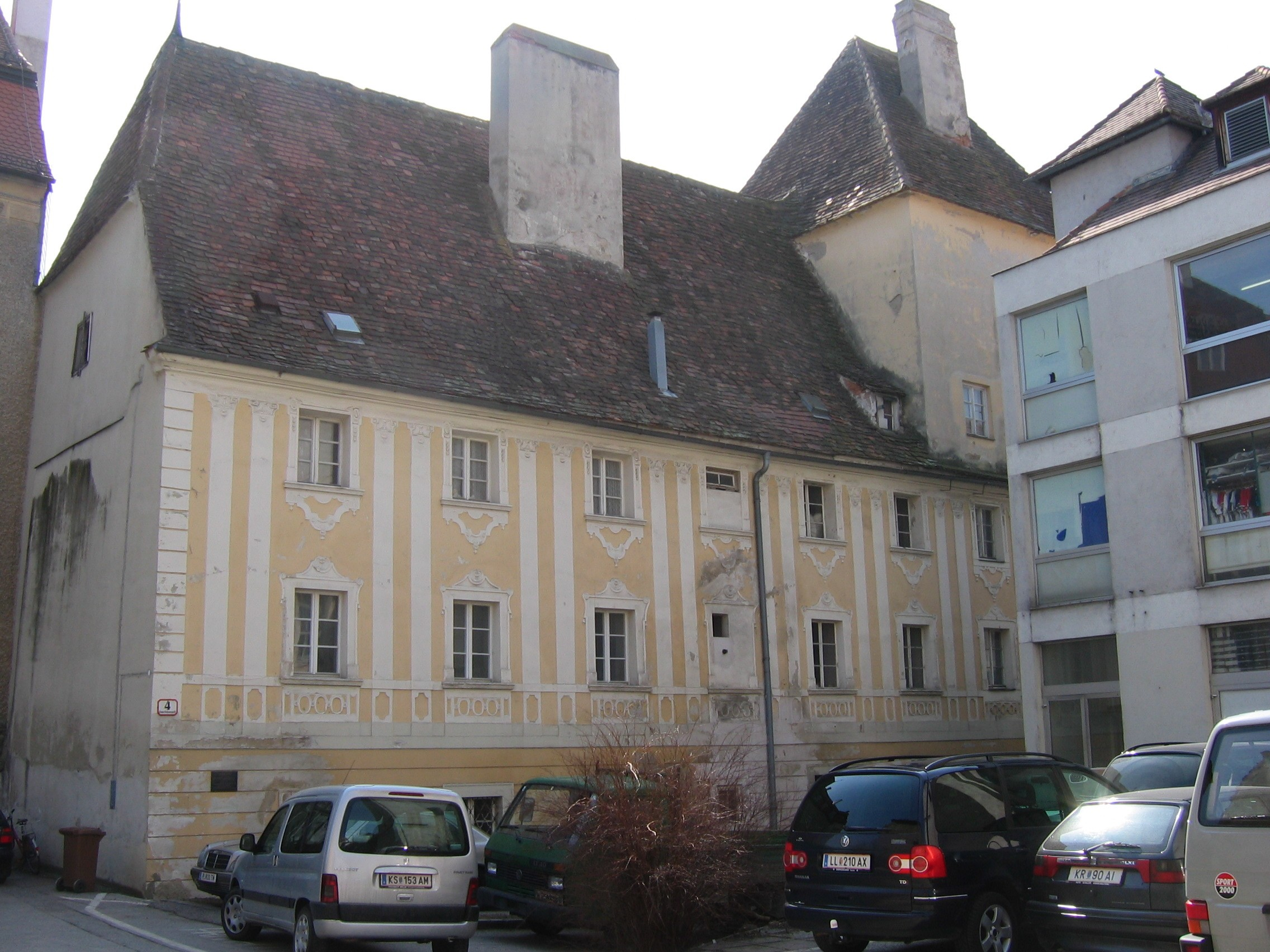
Gewerbehausgasse 4

Nach den Babenbergern fällt der Hof an Ottokar II., für einen etwaigen Aufenthalt der von diesem verstoßenen Gattin Margarethe zwischen 1260/66 fehlen eindeutige Belege.
Die Burg gelangt 1278 in den Besitz der Habsburger. 1379 wird der Hof nach dem Erwerb der Gozzoburg dem Stift Lilienfeld verkauft. 1436 gelangt er an das Bürgerspital, danach an das Stift Garsten.
Im Lauf des 16. und 17. Jhs. gelangte er in Stadtbesitz. Die Liegenschaft wurde geteilt: Der ehem. Palas (Hafnerplatz Nr. 3) wurde als Stadel genützt, Hafnerplatz Nr. 4 wurde 1758–1787 als Waisenhaus verwendet, danach verkauft und zum Mietshaus.

## Andreaskapelle

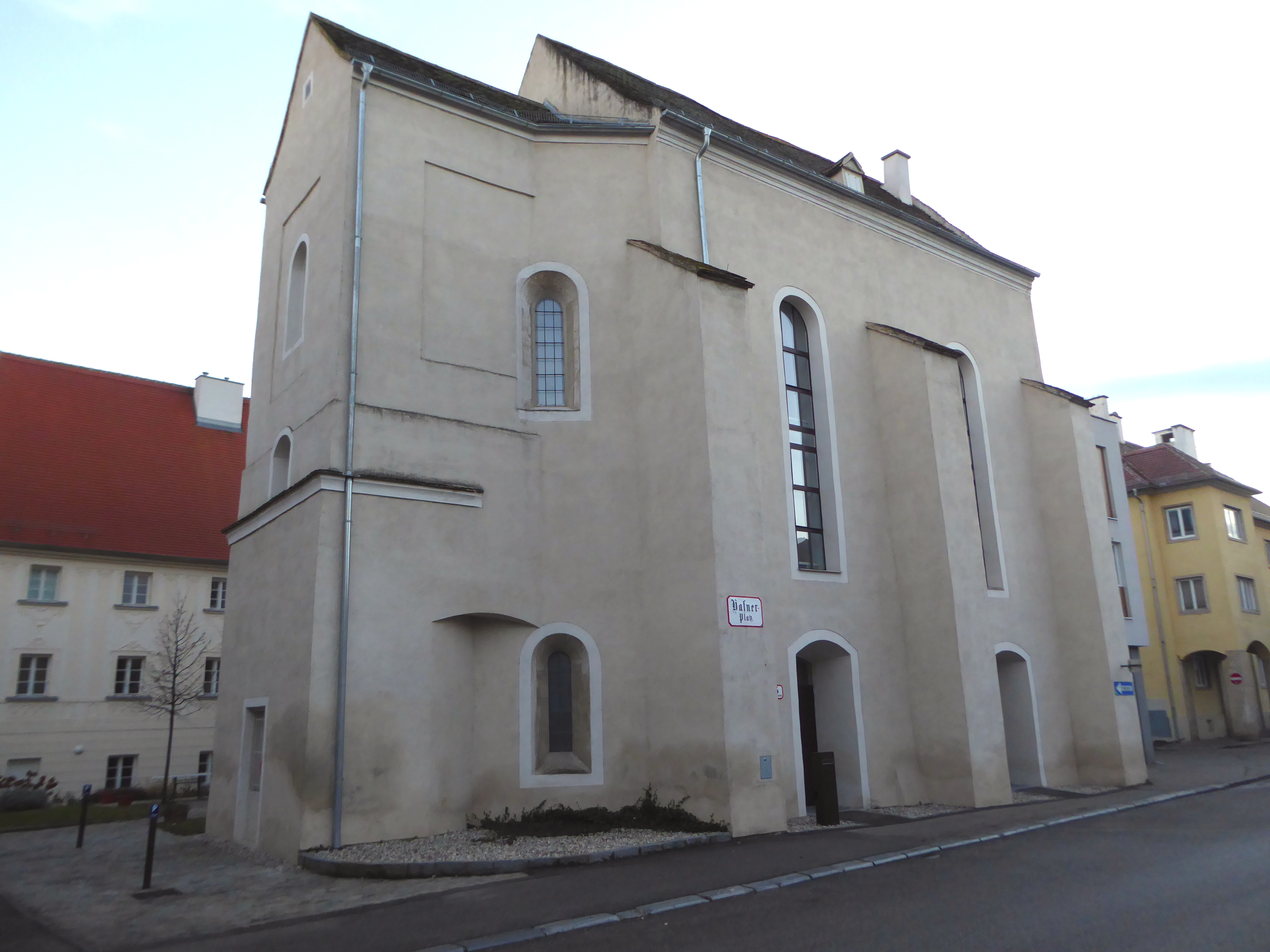
Andreaskapelle

Die Burgkapelle, dem Hl. Andreas geweiht (Hafnerplatz Nr. 5), wird im 16. und 17. Jh. profan genützt, aber nach 1700 wieder instand gesetzt und zwischen 1703/10 barockisiert. 1783 wird sie aufgelassen und gemeinsam mit Hafnerplatz Nr. 4 verkauft.
1894 erwarb die evangelische Gemeinde Krems die Andreaskapelle und nutzte diese für ihre Gottesdienste. Der Betsaal wurde durch Architekt Utz ausgestattet und 1895 durch den Wiener Superintendenten Josef Winkler seiner Bestimmung übergeben. Bis zur Einweihung der Heilandskirche 1913 wurde die Andreaskapelle evangelisches Pfarr- und Bethaus genutzt.

## Beschreibung

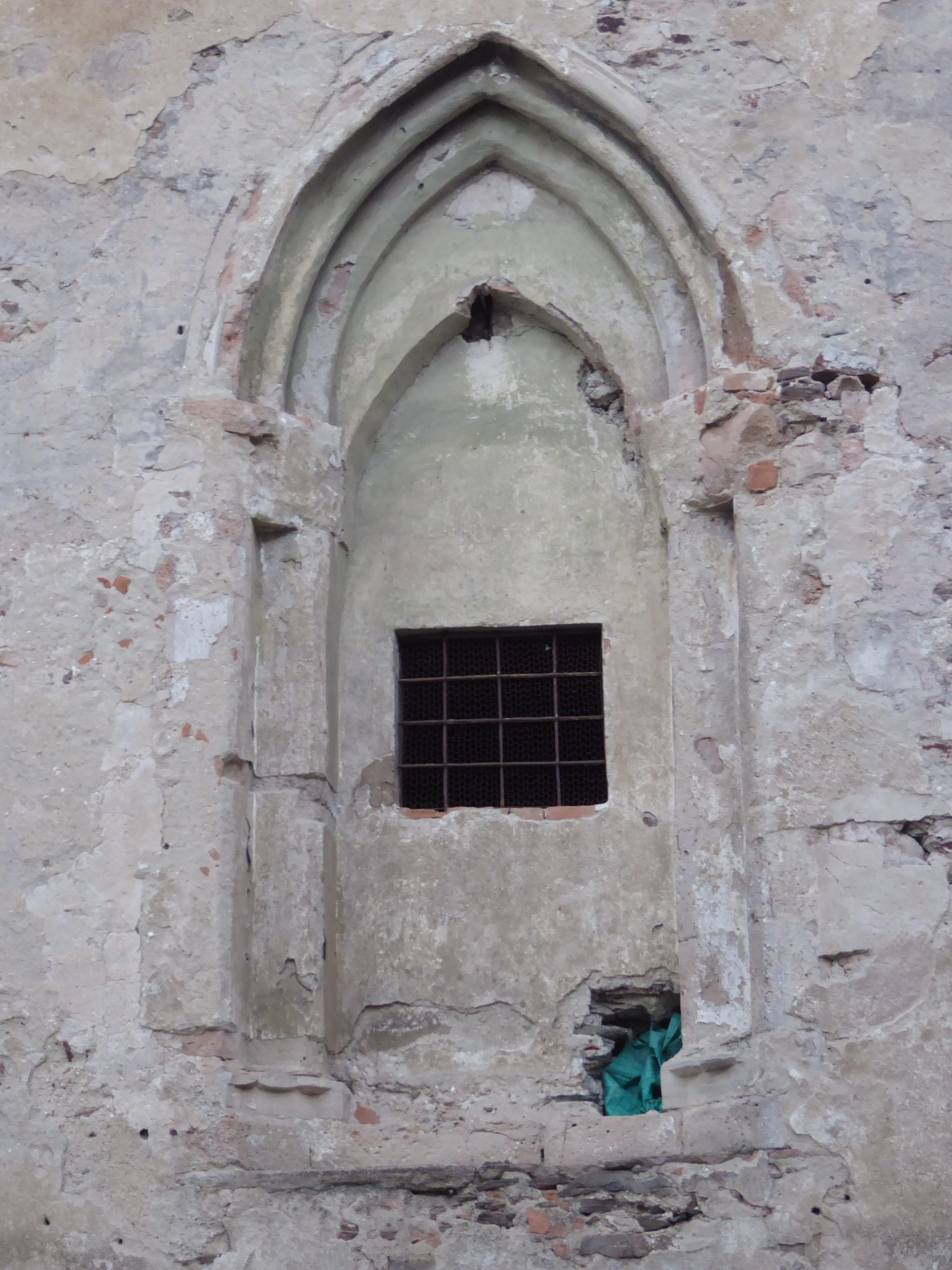

Das Areal des ehem. Herzogshofes liegt im Zentrum von Krems, südl. des Hafnerplatzes und östl. der Heinemanngasse im Verlauf der ehem. südl. Stadtmauer bzw. an einer möglichen ehem. südwestl. Mauerecke.
Das heutige Bauensemble besteht innerhalb des ca. 38 × 48 m großen Areals aus einem dominanten Langbau, einer ehem. Kapelle sowie einem verbauten Turm.
Der an der östlichen Grundgrenze befindliche 11 × 21 m große Hauptbau besteht An der Westseite des Obergeschoßes.
Der Palas schließt den Hof gegen den Osten ab. Er besteht aus zwei durchgehenden Geschoßen. Die spitzbogigen Biforien des Obergeschoßes sind heute vermauert. Dem Burghof zugewandt hat sich das stark beschädigte, frühgotische Portal mit reichen Profilierungen erhalten. Eine Freitreppe führte zu dem prunkvollen Hauptportal.
Nach Süden dürfte sich der Wohntrakt befunden haben, der jedoch abgetragen wurde. Im Südwesten befindet sich ein quadratischer Eckturm. Dieser ist fünfgeschoßig und wurde durch Wohnungseinbauten vollständig verändert. An ihn schließt nach Osten ein Gebäude an, das mehrmals vergrößert wurde (Gewerbehausgasse 4).
Die Andreaskapelle hat sich in ihrer Grundform nahezu unverändert erhalten. Sie besitzt ein einschiffiges Langschiff. Ehemals war sie von zwei Kreuzrippengewölbe überspannt. Von 1703 bis 1710 wurde die Kapelle barockisiert und das derzeitige Gewölbe eingezogen. Damals wurde auch der kleine Ostturm an die Anschlußwand des Chores angebaut. Moderne Zubauten haben die Kapelle in der heutigen Wirkung schwer beeinträchtigt.